# Violette Nozière (película)
Violette Nozière (traducida como Prostituta de día, señorita de noche o Niña de día, mujer de noche) es una película francesa, dirigida por Claude Chabrol y estrenada en 1978. Fue protagonizada por Isabelle Huppert, quien estuvo nominada en los Premios César 1978 al César a la mejor actriz, y recibió el mismo año el Premio a la Mejor Actriz en el Festival de Cannes 1978.

## Sinopsis
La cinta se basa en una historia real que se desarrolló entre 1933 y 1934 y gira en torno a Violette Nozière, acusada de parricidio. En los años 1920 Violette Nozière (Isabelle Huppert) es una adolescente que se prostituye en secreto. Vive con sus padres, Baptiste (Jean Carmet) y Germaine (Stéphane Audran), quienes no parecen estar al tanto de la doble vida de su hija. Rebelándose contra su modo de vida y su estrecha mentalidad, Violette se enamora de un joven derrochador, a quien sostiene gracias a pequeños robos en casa de sus padres así como con las sumas logradas gracias a la prostitución.
Mientras, sus padres se enteran por su médico que ella tiene sífilis. Su hija logra convencerlos sin embargo de que ha heredado la enfermedad, reaccionando su madre con un poco más de suspicacia que su padre. Gracias a ese pretexto, logra que tomen un medicamento que en realidad es un veneno. El padre muere pero la madre sobrevive, y Violette es arrestada y acusada de asesinato. Para defenderse afirma que su padre abusaba de ella; mediante flash-backs Chabrol permite cierta ambigüedad respecto a la veracidad de su acusación. Acusada de asesinato es condenada a la guillotina, pero al final una voz en off nos indica que su pena será conmutada paulatinamente hasta el punto de ser ella liberada, tras lo cual se casa y tiene cinco hijos.

## Reparto
- Isabelle Huppert como Violette Nozière.
- Stéphane Audran como Germaine Nozière.
- Jean Carmet como Baptiste Nozière.
- Jean-François Garreaud como Jean Dabin.
- Guy Hoffman como el juez (como Guy Hoffmann).
- Jean Dalmain como Émile.
- Lisa Langlois como Maddy.